# 薩托湖
53°59′31″N 11°53′29″E / 53.99191°N 11.89135°E

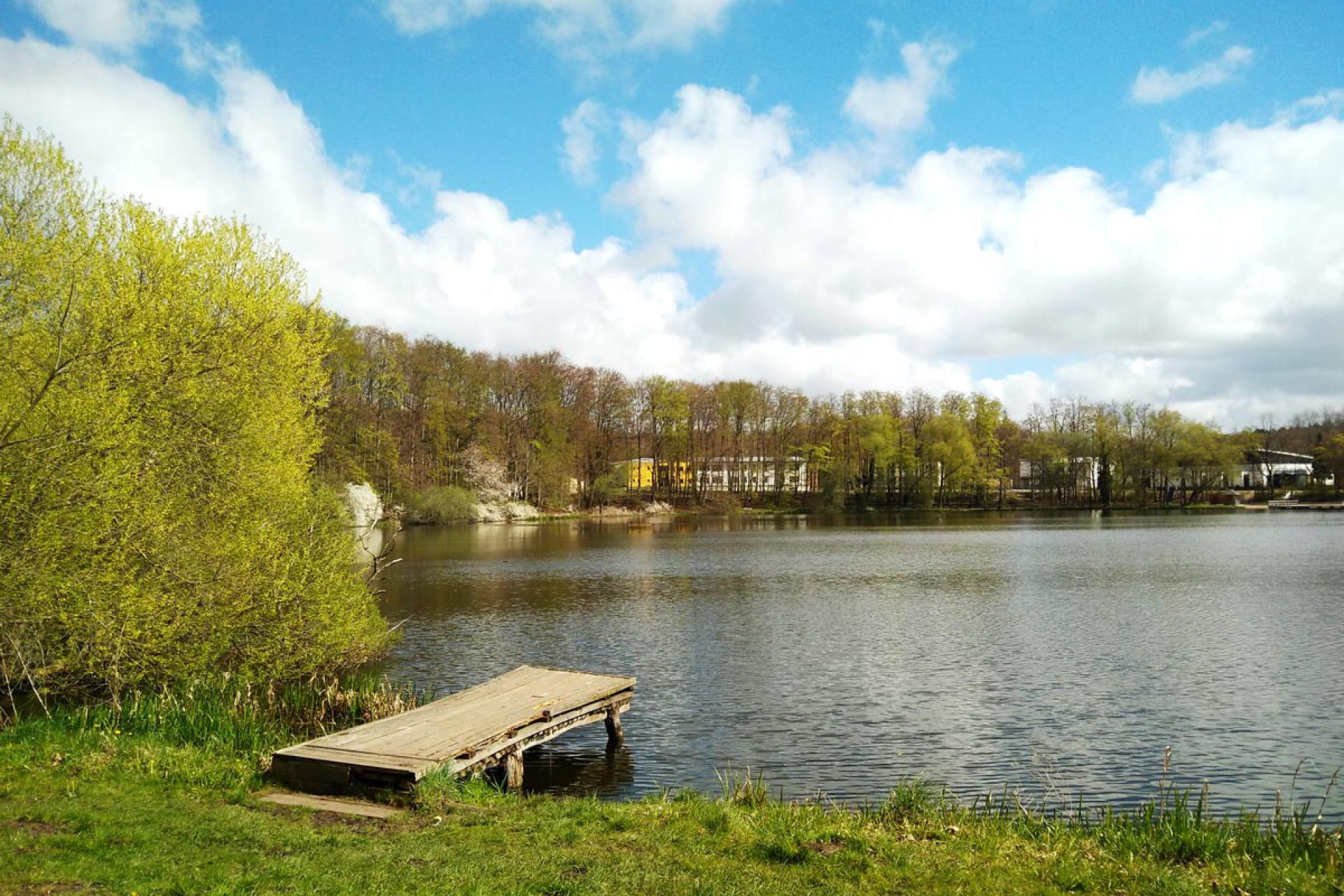

薩托湖（德語：Satower See），是德國的湖泊，位於該國東北部梅克倫堡-前波美拉尼亞州，由羅斯托克郡負責管轄，長0.4公里、寬0.2公里，面積0.07平方公里，海拔高度30米。